# Союз лібералів і центру
Союз лібералів і центру (лит. Liberalų ir centro sąjunga) — литовська ліберальна політична партія.
Партія була заснована в 2003 році шляхом злиття Ліберального союзу, Союзу центру та Сучасного християнсько-демократичного союзу. Першим керівником партії став мер Вільнюса Артурас Зуокас, який пішов з поста лідера партії незабаром після поразки на виборах до Європарламенту 2009 року. 27 червня 2009 новим керівником партії був обраний віце-мер Вільнюса Гінтаутас Бабравічюс, хоча деякі відмовилися визнати його обрання легітимним, звертаючи увагу на те, що було подано 704 бюлетеня при 686 делегатах.
На виборах 2004 року партія отримала 109 872 (9,19%) голосів і 18 депутатських мандатів (7 за підсумками пропорційного голосування, 11 — по одномандатних округах). За підсумками парламентських виборів 2008 року партія отримала 65 869 (5,34%) голосів і 8 мандатів (5 за підсумками пропорційного голосування, 3 — по одномандатних округах).
У 2004-09 партія була представлена в Європарламенті — на виборах 2004 року партія отримала 135 341 (11,2%) голосів і 2 депутатських мандата з 13 місць, відведених для Литви, на виборах 2009 року партія отримала лише 19 105 (3,38 %) голосів і жодного місця. Євродепутати від Союзу брали участь у парламентській фракції Альянс лібералів і демократів за Європу.
Влітку 2010 року партію покинули двоє відомих політиків — Армінас Лідяка і засновник партії Артурас Зуокас.